# Shishi Bunroku

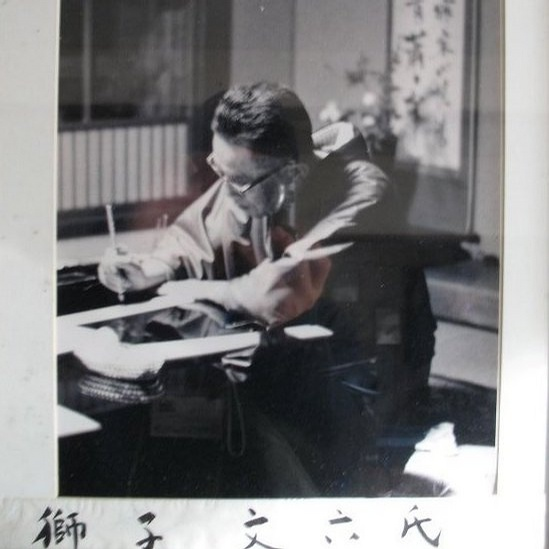
Shishi Bunroku

Shishi Bunroku (japanisch 獅子 文六; wirklicher Name: Iwata Toyoo (岩田 豊雄); * 1. Juli 1893 in Yokohama; † 13. Dezember 1969) war ein japanischer Schriftsteller und Theaterdirektor.

## Leben
Shishi Bunroku besuchte die Keiō-Universität. 1937 organisierte er mit Kishida Kunio und anderen das „Bungakuza“-(文学座)-Theater in Tōkyō und bemühte sich, das französischen Theater in Japan einzuführen. Von 1936 bis 1937 schrieb er für eine Zeitung „Etchan“ (悦ちゃん) seinen ersten Fortsetzungsroman, reich an Humor und Ironie. Es folgten bis Ende des Pazifikkriegs ein halbes Dutzend weitere Fortsetzungsromane, darunter „Marine“ (海軍, Kaigun) über eine U-Boot-Mannschaft, die sich am Angriff auf Pearl Harbor beteiligte, die sich großer Popularität erfreuten und von denen mehrere verfilmt wurden. 1942 wurde er für Kaigun mit dem Asahi-Preis ausgezeichnet.
1950 erschien „Die Schule der Freiheit“ (自由学校, Jiyū Gakkō), eine Darstellung des Lebens in Japan nach dem Zweiten Weltkrieg, in der Zeitschrift Asahi Shimbun, bevor sie 1951 als Buch erschien. Der Roman wurde in den 1950er Jahren ein Bestseller in Japan, mehrfach verfilmt, darunter von Shibuya Minoru, und erschien 2006 in englischer und französischer Übersetzung. Von 1953 bis 1956 veröffentlichte er die autobiografisch gefärbte Geschichte „Meine Tochter und ich“ (娘と私, Musume to watakushi).
1969 wurde Shishi als Person mit besonderen kulturellen Verdiensten gehert und mit dem Kulturorden ausgezeichnet.

## Werke (Auswahl)
- Meine Tochter und ich I. Aus dem Japanischen von Konami/Schiffer. Tokio 1967.
- Meine Tochter und ich II. Aus dem Japanischen von Konami/Schiffer. Tokio 1968.